# Österreichische Fußballmeisterschaft 1920/21
Die Österreichische Fußballmeisterschaft 1920/21 wurde vom Niederösterreichischen Fußball-Verband ausgerichtet und von dessen Mitgliedern bestritten. Als Unterbau zur Ersten Klasse diente die eingleisig geführte Zweite Klasse. Zudem wurden von den neu geschaffenen Bundeslandverbänden erstmals Landesmeisterschaften in unterschiedlichen Modi ausgerichtet.

## Erste Leistungsstufe – Erste Klasse (NFV)

### Allgemeines
Nachdem die vorangegangene Meisterschaft erst am letzten Spieltag zu Gunsten Rapids entschieden wurde, entwickelte sich die Saison 1920/21 zum Schaulaufen der Grün-Weißen. Nach schwachem Beginn mit zwei Unentschieden und einer Niederlage gegen Rudolfshügel verloren die Hütteldorfer kein einziges Spiel mehr bis Saisonende und kürten sich damit zum siebenten Mal zum österreichischen Fußballmeister und schafften gleichzeitig den Titelhattrick 1919–1921. Herausragender Spieler war Josef Uridil gewesen, er schoss in nur 22 Spielen 35 Tore, allein sieben davon beim berühmten 7:5 (2:4) gegen den WAC. Letzterer war es, der in dieser Saison in die zweite Klasse absteigen musste.

### Abschlusstabelle
| Pl.                                                          | Verein                   | Sp. | S  | U | N  | Tore    | Quote | Punkte |
| ------------------------------------------------------------ | ------------------------ | --- | -- | - | -- | ------- | ----- | ------ |
| 1.                                                           | SK Rapid Wien (M, C)     | 24  | 17 | 6 | 1  | 086:390 | 2,21  | 40     |
| 2.                                                           | Wiener Amateur-SV EK1    | 24  | 15 | 4 | 5  | 066:300 | 2,20  | 34     |
| 3.                                                           | SpC Rudolfshügel         | 24  | 9  | 8 | 7  | 044:410 | 1,07  | 26     |
| 4.                                                           | SC Hakoah Wien (N)       | 24  | 9  | 6 | 9  | 034:280 | 1,21  | 24     |
| 5.                                                           | ASV Hertha Wien          | 24  | 8  | 8 | 8  | 044:410 | 1,07  | 24     |
| 6.                                                           | Wiener Association FC    | 24  | 8  | 8 | 8  | 037:360 | 1,03  | 24     |
| 7.                                                           | Wiener Sport-Club        | 24  | 8  | 6 | 10 | 041:420 | 0,98  | 22     |
| 8.                                                           | Floridsdorfer AC         | 24  | 7  | 8 | 9  | 044:470 | 0,94  | 22     |
| 9.                                                           | 1. Simmeringer SC        | 24  | 8  | 5 | 11 | 038:560 | 0,68  | 21     |
| 10.                                                          | First Vienna FC 1894 EK1 | 24  | 7  | 7 | 10 | 033:470 | 0,70  | 21     |
| 11.                                                          | SC Wacker Wien           | 24  | 6  | 8 | 10 | 027:410 | 0,66  | 20     |
| 12.                                                          | SK Admira Wien EK2       | 24  | 6  | 5 | 13 | 040:560 | 0,71  | 17     |
| 13.                                                          | Wiener AC                | 24  | 6  | 5 | 13 | 037:670 | 0,55  | 17     |
| Stand: Endstand. Quelle: Austria Soccer, Rapid-Archiv, RSSSF |                          |     |    |   |    |         |       |        |

| (M) | Österreichischer Meister 1919/20          |
| (C) | Niederösterreichischer-Cup-Sieger 1919/20 |
| (N) | Neuaufsteiger der Saison 1919/20          |

Aufsteiger
- Zweite Klasse: FC Ostmark Wien

### Torschützenliste
| Pl.                    | Tore    | Spieler          | Verein                |
| ---------------------- | ------- | ---------------- | --------------------- |
| 1.                     | 35 Tore | Josef Uridil     | SK Rapid Wien         |
| 2.                     | 22 Tore | Kálmán Konrád    | Wiener Amateur-SV     |
| 3.                     | 21 Tore | Franz Hansl      | Wiener Amateur-SV     |
| 4.                     | 19 Tore | Adolf Schöbinger | Wiener Association FC |
| 5.                     | 18 Tore | Richard Kuthan   | SK Rapid Wien         |
| Quelle: Austria Soccer |         |                  |                       |

siehe auch Liste der besten Torschützen Österreichs

### Die Meistermannschaft
| SK Rapid Wien |
| Eduard Bauer, Hans Beran, Josef Brandstetter, Vinzenz Dittrich, Josef Dworak, Hans Geiger, Leopold Grundwald, Karl Klär, Heinrich Körner, August Kraupar, Richard Kuthan, Niehsner, Leopold Nitsch, Franz Schediwy, Franz Schlosser, Stefan Sudrich, Tomsche, Josef Uridil, Werner, Ferdinand Wesely, Gustav Wieser, Leopold Witka, Karl Wondrak Sektionsleiter: Dionys Schönecker |
| Quelle: Austria Soccer |

## Zweite Leistungsstufe – Zweite Klasse (NFV)

### Allgemeines
In der Zweiten Klasse spielten insgesamt 15 Mannschaften am Beginn der Meisterschaft um den Aufstieg in die Erste Klasse. Doch fusionierten nach 13 Runden die Wiener Sportfreunde und der Ottakringer SC. Die Spiele der Sportfreunde wurden annulliert. Daher wurden nur 24 Runden gespielt. Der Meister FC Ostmark Wien konnte durch den Gewinn der Leistungsstufe aufsteigen. SC Ober St. Veit, SC Baumgarten und FFK Sturm stiegen in die dritte Leistungsstufe ab.

### Abschlusstabelle
| Pl.                                            | Verein                           | Sp. | S  | U  | N  | Tore    | Quote | Punkte |
| ---------------------------------------------- | -------------------------------- | --- | -- | -- | -- | ------- | ----- | ------ |
| 1.                                             | FC Ostmark Wien                  | 24  | 17 | 4  | 3  | 060:200 | 3,00  | 38     |
| 2.                                             | SC Donaustadt                    | 24  | 16 | 4  | 4  | 059:330 | 1,79  | 36     |
| 3.                                             | SC Germania Schwechat            | 24  | 13 | 10 | 1  | 072:230 | 3,13  | 36     |
| 4.                                             | SK Slovan Wien                   | 24  | 14 | 4  | 6  | 054:350 | 1,54  | 32     |
| 5.                                             | SC Red Star Wien ZK1             | 24  | 14 | 4  | 6  | 043:320 | 1,34  | 32     |
| 6.                                             | Ottakringer SC ZK1 ZK2           | 24  | 9  | 3  | 12 | 029:450 | 0,64  | 21     |
| 7.                                             | Nußdorfer AC ZK1                 | 24  | 8  | 5  | 11 | 049:420 | 1,17  | 21     |
| 8.                                             | Rennweger SV 1901 (N)            | 24  | 7  | 6  | 11 | 035:550 | 0,64  | 20     |
| 9.                                             | Vienna Cricket and Football-Club | 24  | 6  | 8  | 10 | 040:460 | 0,87  | 20     |
| 10.                                            | Wiener Bewegungsspieler ZW1      | 24  | 7  | 3  | 14 | 033:510 | 0,65  | 17     |
| 11.                                            | SC Ober St. Veit ZK1 ZK3         | 24  | 6  | 5  | 13 | 027:660 | 0,41  | 17     |
| 12.                                            | SC Baumgarten ZK1 (N)            | 24  | 4  | 6  | 14 | 038:600 | 0,63  | 14     |
| 13.                                            | Favoritner FK Sturm ZK1          | 24  | 2  | 4  | 18 | 024:550 | 0,44  | 08     |
| 0.                                             | Wiener Sportfreunde ZK2          | 13  | 1  | 4  | 8  | 006:240 | 0,25  | 06     |
| Stand: Endstand. Quelle: Austria Soccer, RSSSF |                                  |     |    |    |    |         |       |        |

| (N) | Neuaufsteiger der Saison 1919/20 |

Aufsteiger
- 3. Klasse Nord: SC Blue Star Wien
- 3. Klasse Ost: Gersthofer SV
- 3. Klasse Süd: Simmeringer SV
- 3. Klasse West: SC Sturm 1914

## Meisterschaften in den Bundesländern

### Burgenland
Im Burgenland wurde keine Meisterschaft abgehalten.

### Kärnten
In Kärnten wurde keine Meisterschaft abgehalten.

### 1. Klasse Niederösterreich
Landesmeister von Niederösterreich wurde der SV Stockerau 07.
Abschlusstabelle
| Pl.                                 | Verein                 | Sp. | S | U | N  | Tore    | Quote | Punkte |
| ----------------------------------- | ---------------------- | --- | - | - | -- | ------- | ----- | ------ |
| 1.                                  | SV Stockerau 07 (N)    | 14  | 9 | 4 | 1  | 030:130 | 2,31  | 22     |
| 2.                                  | 1. SC Wiener Neustadt  | 14  | 8 | 4 | 2  | 032:140 | 2,29  | 20     |
| 3.                                  | ASK Liesing (M)        | 14  | 6 | 5 | 3  | 029:270 | 1,07  | 17     |
| 4.                                  | SV Korneuburg 1902 (N) | 14  | 5 | 4 | 5  | 030:270 | 1,11  | 14     |
| 5.                                  | SV Atzgersdorf         | 14  | 5 | 4 | 5  | 021:230 | 0,91  | 14     |
| 6.                                  | VfB Union Mödling      | 14  | 2 | 7 | 5  | 020:240 | 0,83  | 11     |
| 7.                                  | Badener AC             | 11  | 2 | 4 | 5  | 033:350 | 0,94  | 08     |
| 8.                                  | 1. St. Pöltner SC (N)  | 14  | 2 | 2 | 10 | 011:340 | 0,32  | 06     |
| Stand: Endstand. Quelle: NFV, RSSSF |                        |     |   |   |    |         |       |        |

| (M) | Meister der 1. Klasse Niederösterreich |
| (N) | Neuaufsteiger der Saison 1919/20       |

Aufsteiger
- Klosterneuburger SV
- 1. Guntramsdorfer SV

### Liga Oberösterreich-Salzburg
Meister in der gemeinsamen Liga von Oberösterreich und Salzburg wurde der SK Vorwärts Steyr.
Abschlusstabelle
| Pl.                                               | Verein                    | Sp. | S | U | N | Tore    | Quote | Punkte |
| ------------------------------------------------- | ------------------------- | --- | - | - | - | ------- | ----- | ------ |
| 1.                                                | SK Vorwärts Steyr (M) (U) | 8   | 6 | 2 | 0 | 021:800 | 2,63  | 14     |
| 2.                                                | Welser SC 1912 (U)        | 8   | 4 | 2 | 2 | 018:260 | 0,69  | 10     |
| 3.                                                | 1. Salzburger SK 1919     | 8   | 3 | 1 | 4 | 016:150 | 1,07  | 07     |
| 4.                                                | Linzer ASK (U)            | 8   | 3 | 0 | 5 | 019:130 | 1,46  | 06     |
| 5.                                                | SV Urfahr Linz (U)        | 8   | 1 | 1 | 6 | 005:170 | 0,29  | 03     |
| Stand: Endstand. Quelle: OFV, RSSSF, SalzburgWiki |                           |     |   |   |   |         |       |        |

| (M) | Meister der Oberösterreicher 1. Klasse 1919/20 |
| (N) | Neuaufsteiger der Saison 1919/20               |
| (U) | Umsteiger der Saison 1919/20                   |

Aufsteiger
- Oberösterreicher 1. Klasse: ASK Sparta Linz
- Salzburger 1. Klasse: Itzlinger SK, SK Neumarkt am Wallersee, 1. Oberndorfer SK, Deutscher SV Salzburg, Salzburger AK 1914

### Steiermark Meisterschaft
An der steirischen Meisterschaft der zweiten Klasse nahmen ursprünglich Hakoah Graz, Grazer Sport Klub, Germania Graz, Göstinger ASV (vorher Weiße Elf) und Rapid Graz teil. Zu Beginn der Frühjahrssaison fusionierten der Grazer Sport Klub und Germania Graz zur Grazer Sportvereinigung. Anfänglich konnte der AAS Graz an der Meisterschaft der zweiten Klasse teilnehmen, wurde nach einem Spiel vom steirischen Fußballverband für erstklassig erklärt und nahm daraufhin an der Meisterschaft der ersten Klasse teil.
1. Klasse
Abschlusstabelle
| Pl.                            | Verein        | Sp. | S | U | N | Tore    | Quote | Punkte |
| ------------------------------ | ------------- | --- | - | - | - | ------- | ----- | ------ |
| 1.                             | SK Sturm Graz | 4   | 4 | 0 | 0 | 015:300 | 5,00  | 08     |
| 2.                             | Grazer AK     | 4   | 1 | 0 | 3 | 004:900 | 0,44  | 02     |
| 3.                             | AAS Graz      | 4   | 1 | 0 | 3 | 005:130 | 0,38  | 02     |
| Stand: Endstand. Quelle: RSSSF |               |     |   |   |   |         |       |        |

Aufsteiger
- Amateure Graz

2. Klasse
Abschlusstabelle
| Pl.                                                 | Verein            | Sp. | S | U | N | Tore  | Quote | Punkte |
| --------------------------------------------------- | ----------------- | --- | - | - | - | ----- | ----- | ------ |
| 1.                                                  | Amateure Graz     | 8   |   |   |   | 38:6  |       | 12     |
| 2.                                                  | Hakoah Graz       | 8   |   |   |   | 20:22 |       | 9      |
| 3.                                                  | Rapid Graz        | 8   |   |   |   | 19:16 |       | 8      |
| 4.                                                  | ASV Gösting 2KSt1 | 8   |   |   |   | 11:25 |       | 6      |
| 5.                                                  | GSV Wacker (N)    | 8   |   |   |   | 7:30  |       | 5      |
| Stand: Endstand. Quelle: Tageszeitungen von 1920/21 |                   |     |   |   |   |       |       |        |

| (N) | Neuaufsteiger der Saison 1919/20 |

Aufsteiger
- Grazer SV
- SC Südbahn
- Freiheit Eggenberg

### Tiroler A-Klasse
Meister in der Tiroler A-Klasse wurde der SV Innsbruck.
Abschlusstabelle
| Pl.                            | Verein                | Sp. | S | U | N | Tore    | Quote | Punkte |
| ------------------------------ | --------------------- | --- | - | - | - | ------- | ----- | ------ |
| 1.                             | SV Innsbruck          | 8   | 7 | 1 | 0 | 031:700 | 4,43  | 15     |
| 2.                             | FC Wacker Innsbruck   | 8   | 5 | 2 | 1 | 028:700 | 4,00  | 12     |
| 3.                             | Innsbrucker SV II     | 8   | 4 | 0 | 4 | 022:240 | 0,92  | 08     |
| 4.                             | FC Rapid Innsbruck    | 8   | 2 | 1 | 5 | 019:190 | 1,00  | 05     |
| 5.                             | FC Rapid Innsbruck II | 8   | 0 | 0 | 8 | 005:480 | 0,10  | 0      |
| Stand: Endstand. Quelle: RSSSF |                       |     |   |   |   |         |       |        |

Aufsteiger
- FC Veldidena Innsbruck

### Vorarlberger A-Klasse (Qualifikation)
Die Austragung der Vorarlberger Landesmeisterschaft gestaltete sich in den Anfangsjahren auf Grund der Tatsache, dass es einerseits nur sehr wenige Vereine gab und diese wiederum zu Beginn gar nicht an der Meisterschaft teilnehmen wollten, etwas kurios. Der einzige Teilnehmer an der Vorarlberger Meisterschaft in dieser Saison war der FC Lustenau 07, der den Titel durch einen Sieg über seine eigene B-Mannschaft errang.
Aufsteiger
- FA Turnerbund Lustenau